# Mobile Leistungserfassung
Unter Mobiler Leistungserfassung versteht man die Arbeitszeiterfassung (Personalzeiterfassung) in Verbindung mit der Registrierung der jeweils erbrachten Leistung, beispielsweise im Serviceeinsatz. Anwendungen sind üblich zur Prozesskostenerfassung im Gesundheitswesen sowie für die Abrechnung und den Leistungsnachweis im Handwerk und in industriellen Dienstleistungen.
Das Verfahren ist relevant für Mitarbeiter, die nach Arbeitszeit vergütet werden, beispielsweise Handwerker oder bei Leistungen, die nach Zeit gegenüber dem Auftraggeber nachgewiesen und abgerechnet werden, beispielsweise für Fahrer, Pfleger und andere Betreuer.
Traditionell wurden mobile Arbeitszeiten handschriftlich erfasst (z. B. auf sog. Stundenzetteln). Wegen des großen Aufwands für die Auswertung der handschriftlichen Aufzeichnungen und die späte Verfügbarkeit der Daten sind diese Verfahren in der Regel unwirtschaftlich und steuerrechtlich leicht anfechtbar. Deshalb kommen zunehmend Lösungen zum Einsatz, die eine elektronische Erfassung der Arbeitszeiten ermöglichen.
Zunehmend wird die mobile Zeiterfassung nicht nur für Arbeitsbeginn und Arbeitsende verwendet, sondern verknüpft mit den Tätigkeitsfeldern in Diensten und in Projekten. So können mit ausgereiften Systemen alle Tätigkeiten erfasst und elektronische Fahrtenbücher erstellt werden. Ebenso lassen sich nachfolgende Aufgaben ohne Rückkehr in eine Verwaltung und in Echtzeit an die Mitarbeiter verteilen.
Die Anwendung ist typisch außerhalb des Betriebsgeländes des eigenen Unternehmens. Die Anwendung kann auch gemäß den Regeln des Sozialgesetzbuches (SGB X) in Pflegeeinrichtungen sowie gemäß den Regeln der Abgabenordnung (AO) zur revisionsfesten Aufzeichnung erfolgen. So wird die Erstellung von Reisekostenabrechnungen auf Basis der mobil erfassten Daten und die automatisierte Übergabe an das Personalwesen heute angeboten.

## Verhältnismäßigkeit
Jede Lösung zur automatischen Erfassung von Daten über den Aufenthalt von Personen berühren deren informationelle Selbstbestimmung. Zur Zulässigkeit solcher technischen Lösungen im betrieblichen Einsatz gelten außer dem bestehenden Arbeitsvertrag die Prinzipien der individuellen Zustimmung, der Mitbestimmung  und der Verhältnismäßigkeit.

### Vorteile
Vorteilhaft ist es, dass die erbrachten Leistungen und die aufgewendeten Arbeitszeiten sofort bei der Erbringung und direkt vor Ort erfasst werden. Dabei ist eine Gegenzeichnung durch den Leistungsempfänger möglich.
- Die aus der Arbeitsvorbereitung bekannte kausale und finale Kette kann für die Unterstützung der Erfassung berücksichtigt werden. Es wird nichts erfasst, was nicht Gegenstand des Auftrags ist und es wird auch nichts vergessen, was im Auftrag enthalten ist.
- Spontane Änderungen der tatsächlichen Leistung aufgrund aktueller Anforderungen werden wie bisher unter Verwendung intelligenter Menüs schnell und präzise zusätzlich erfasst und für die Abrechnung berücksichtigt.
- Durch die erkannte räumlich-zeitliche Nähe können Kostenstellen und Kostenträger fehlerfrei mit der aufgewandten Arbeit in Zusammenhang gebracht werden, so dass stets korrekte Angaben zu den tatsächlich entstehenden Kosten möglich werden.
- Die erfassten Daten werden direkt in das unternehmenseigene Abrechnungssystem eingepflegt, das heißt, es kommt nicht mehr zu Medienbrüchen mit den damit verbundenen Übertragungsfehlern. Da der mobile Dienstleister bei nachträglicher Erfassung die anzugebenden Zeiten nicht genau erinnert, trägt eine Bürokraft willkürliche Werte ein.
- Durch die Verknüpfung der automatisch erfassten Zeiten, der ebenfalls automatisch erfassten Orte und der manuell oder halbautomatisch mit Lesegerät durch den Mitarbeiter vorgenommenen Materialbuchungen sind leistungsfähige  Systeme so ausgelegt, dass komplexe Dienste bei der Erfassung online angeboten werden, wie Arbeitszeitkonten und Fahrzeit- und Fahrzeugabrechnungen.
- Bei Dienstleistungen an Patienten oder an Anlagen werden die bedeutsamen Informationen für eine spätere Aufklärung von Schadensfällen gerichtsfest verfügbar.

### Nachteile
Alle technischen Systeme setzen zunächst die Zustimmung der beteiligten Arbeitnehmer zur Anwendung des Verfahrens und auch weiterhin deren Wohlwollen wie bei der Arbeitszeiterfassung voraus. Insbesondere im mobilen Einsatz ist eine vollautomatische oder mit zusätzlichen Anforderungen sowie der Obhutspflicht für Geräte verbundene Erfassung nicht völlig problemlos. Deshalb sind bei der Systemauswahl die Benutzerfreundlichkeit und die Transparenz des Systems für die ausführenden Mitarbeiter wie für die Leitungsebene von großer Bedeutung.

## Konzepte zur mobilen Zeiterfassung
- Offline-Lösungen: Die Daten werden zunächst auf einem mobilen Datenerfassungsgerät erfasst und gespeichert und später im Unternehmen über eine stationäre Schnittstelle in ein Netzwerk übertragen.
- SMS-basierte Lösungen: Buchungen werden vom Mobiltelefon als SMS (Short Message Service) an das Zeiterfassungssystem versandt.
- Internetbasierte Lösungen: Buchungen werden vom Mobiltelefon (GSM) als Datenpaket über das Internet an einen Server versandt. Die internetbasierte Lösung liefert Daten und Zeiten manipulationssicher zum Server (und nicht vom Erfassungsgerät). Zudem bietet sie die Möglichkeit, Dialoge zwischen Server und Erfassungsgerät zu definieren, mit denen auch komplexe Abläufe komfortabel zu erfassen sind.
- Intranetbasierte Lösungen: Buchungen werden vom Mobiltelefon (WLAN) als Datenpaket über das lokale Netzwerk an einen Server versandt. Die intranetbasierte Lösung liefert ebenfalls authentische Daten zum Server.

### Ortsinformation der erfassten Daten
Zur Qualifizierung der elektronischen Aufzeichnungen werden die Arbeitszeitbuchungen auch zusätzlich mit Lokalisierungsdaten verknüpft. Hier kommen Location Based Services (GSM) oder satellitengestützte Lösungen (GPS) zum Einsatz. Grundsätzlich ist bei solchen technischen Lösungen die ausdrückliche Zustimmung des einzelnen Mitarbeiters und die Mitwirkung der Arbeitnehmervertretung erforderlich und nachzuweisen.

### Kontextinformation der erfassten Daten
In Gebäuden sind Lösungen zur Erfassung von Ortsdaten in absoluten Koordinaten mit erheblichem Aufwand verbunden und bleiben final unscharf. Stattdessen ist eine Erfassung des Zusammenhangs zwischen dem Leistungserbringer und dem Leistungsempfänger sinnvoll.

### Verifizierbarkeit der erfassten Daten
Durch Verknüpfung der Standortdaten mit den Buchungen kann überprüft werden, ob der Mitarbeiter sich im Moment der Buchung am Arbeitsort befunden hat.

### Nachvollziehbarkeit des Prozesses
Für komplexe Prozessketten sind durch die hohe Zeitauflösung Verkettungen aufeinander folgender Verrichtungen zuverlässig und korrekt zu erfassen. Damit ist für eine Aufklärung von Qualitätsproblemen jederzeit eine klare Zuordnung möglich.

### Datenschutzanforderungen
Durch eine qualifizierte und technisch sichere Systembindung der erfassten Daten wird eine Offenbarung gegenüber Unbefugten ausgeschlossen. Ein entsprechender Nachweis muss zeigen, dass die Anforderungen der einschlägigen Normen (ISO 15408) erfüllt werden. Damit werden die Schutzansprüche der Beteiligten zuverlässig erfüllt.

## Weitere Hinweise
1. ↑  Kontexterfassung (Seite nicht mehr abrufbar, festgestellt im Mai 2019. Suche in Webarchiven)  Info: Der Link wurde automatisch als defekt markiert. Bitte prüfe den Link gemäß Anleitung und entferne dann diesen Hinweis. (PDF; 1,0 MB)